# Izrael Kahan
Izrael Kahan (ur. 19 września 1888 w Kuldydze, zm. ?) – łódzki dziennikarz, redaktor prasy łódzkiej w języku jidysz.

## Życiorys
Syn Szymona i Racheli Frumy, brat Lazara.
Jako 17–latek drukował korespondencje w gazecie „Hazman” i w petersburskim czasopiśmie „Frajnd”. W 1906 roku przyjechał do Warszawy i znalazł pracę w redakcji pisma „Der Weg” („Droga”), a następnie był dziennikarzem żydowskiego tygodnika „Frajtog” („Piątek”), redagowanego przez Mordechaja Spektora, oraz czasopisma Unzer Leben.
Od 1908 roku mieszkał na stałe w Łodzi, zapewne sprowadzony przez wydawcę Emanuela Hamburskiego aby wszedł w skład redakcji gazety „Łodzier Togbłat”.
W 1912 roku podjął wraz z J. Gotliebem i A. Mukdonim inicjatywę wydawania gazety „Dos Morgnbłat”, która, prawdopodobnie ze względów na interwencje cenzury, ukazywała się pod zmieniającymi się tytułami „Najer Łodzier Morgnbłat” i „Łodzier Morgnbłat” do wybuchu I wojny światowej, zaś po zajęciu Łodzi przez Niemców uzyskał zgodę na wydawanie od 15 marca 1915 roku gazety „Łodzier Fołksbłat”, od 8 czerwca 1917 roku ukazującej się pod zmienionym tytułem „Fołksbłat” (do 1920).
Chociaż oficjalnie nie widnieje w składzie redakcji nowej gazety „Najer Fołksbłat” (wydawanej w latach 1921–1939), faktycznie był jej współpracownikiem aż do momentu, gdy objął stanowisko naczelnego redaktora gazety „Łodzier Togbłat”.
Redagował również czasopisma: „Erste Jidysze Szachcajtung” (1913, ukazało się 5 numerów), „Di Handłswelt” (1921, 30 numerów) i „Łodzier Merkur” (1924, 30 numerów) oraz wspólnie z bratem Lazarem „Volksblatt” pismo założone w 1915 roku, którego redakcja w 1919 roku mieściła się przy ul. Piotrkowskiej 85.
W 1919 roku redagował też efemeryczne dzienniki „Judiszer Kurjer” i „Łodzier Fołksztyme” (1920) - pisma formalnie ukazujące się pod redakcją szwagierki Estery Kahan.
Był korespondentem żydowskiej prasy krajowej i zagranicznej, publikując teksty pod pseudonimami: I. Kurland, I. Goldinner, K. Izrael, I. S-n, A. Siman, A. Frumes, Iks, Ika, Kin, Ben Szymon, I. Kaufman.
Tłumaczył na jidysz H.H. Eversa Alraune, W.W. Wieriesajewa Na wojnie, P. Benoit Atlantydę.
Był autorem powieści odcinkowych drukowanych na łamach prasy. W 1937 roku mieszkał w Łodzi przy ul. 11 Listopada (obecnie ul. Legionów) 75. W 1939 roku był redaktorem naczelnym warszawskiego dziennika „Unzer Ekspres”.
W kampanii wrześniowej został ranny w głowę podczas bombardowania Warszawy 12 września 1939 roku. Dalsze jego losy są nieznane.

## Życie prywatne
Jego żoną była Maria z Gelbartów (ur. 18 maja 1892 w Tomaszowie Mazowieckim), córka Abrama Lewka i Rajzli Wolrauch. Mieli dzieci: Eljasza (ur. 26 grudnia 1913), Leję (ur. 15 lutego 1915) i Alinę (ur. 26 sierpnia 1924).